# HLA-B52

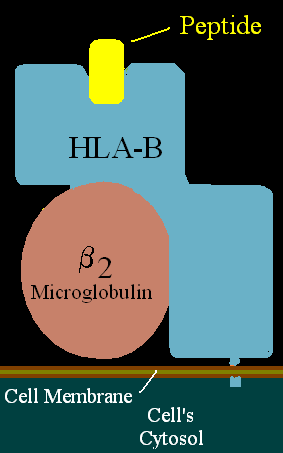

HLA-B52 هو نمط مصلي من مستضد الكريات البيضاء البشرية-ب.